# Eremobiotus alicatai
Eremobiotus alicatai är en djurart som tillhör fylumet trögkrypare, och som först beskrevs av Maria Grazia Binda 1969.  Eremobiotus alicatai ingår i släktet Eremobiotus och familjen Hypsibiidae. Inga underarter finns listade i Catalogue of Life.